# Hubie White
Hubert White jr., detto Hubie (Filadelfia, 26 gennaio 1940), è un ex cestista statunitense, professionista nella NBA e nella ABA.

## Carriera
Venne selezionato dai Philadelphia Warriors al secondo giro del Draft NBA 1962 (14ª scelta assoluta).